# 문명 IV
《시드 마이어의 문명 IV》(Sid Meier's Civilization IV)는 2005년 10월 말 경에 북미와 유럽 등에 출시된 턴 방식 전략 게임으로, 역사상 존재했던 위대한 문명 중 하나를 선택해 경영하며, 주어진 승리 조건 중 하나를 달성하는 것이 목적이다. 파이락시스 게임즈(Firaxis Games)에서 시드 마이어(Sid Meier)의 총괄 지휘 아래 게임 기획자 소렌 존슨(Soren Johnson)이 제작을 맡았다. 대한민국에서는 정식 출시되지 않았으나 많은 사람들이 영문판으로 즐기고 있고, 정식 출시된 중국어판의 소스를 고쳐 비공식 한국어판이 공개되어 있다.
문명 IV는 크게 성공한 《문명》 시리즈의 4번째 작품이자, 3차원(3D) 그래픽으로 제작된 최초의 작품이다. 《문명 IV: 워로드》 라는 첫 번째 확장팩이 2006년 7월 24일에 출시되었다. 두 번째 확장팩인 《문명 IV: 비욘드 더 소드》는 2007년 7월에 출시되었다.

## 이전 작품과 달라진 점
문명 IV는 시리즈의 이전 작품에 비해 많은 점이 달라졌다. 턴제 전략 게임이라는 기본적인 틀과 이미 이전 시리즈부터 이어져 내려온 기본적인 방식은 변하지 않았지만, 문명 IV의 바로 전 작품인 《문명 III》에 비해 선택할 수 있는 도시 시설, 기술, 유닛, 그리고 불가사의의 수가 크게는 두 배 이상 증가하였다.
문명 IV에서 추가된 개념 중 게임의 진행에 가장 큰 영향을 주는 것은 종교라고 할 수 있다. 《문명 IV》에서는 7개의 종교가 등장하며, 종교는 각 도시에 전파되어 도시의 행복도와 문화, 그리고 기술 연구에 영향을 준다. 종교는 한 문명 뿐만이 아니라 여러 문명 사이의 관계에도 영향을 미치는데, 종교가 다른 문명과는 전쟁 상황이 아닌 경우에도 기술 교류나 외교, 교역 등의 관계를 맺기가 힘들어진다. 사실상 문명 IV에서 여러 문명 사이의 관계에 가장 큰 영향을 미치는 것은 종교라고 할 수 있다. 이러한 종교의 전략성을 강화하기 위해, 문명 IV에서는 각 문명이 선택할 수 있는 사회 체제 중 종교에 관한 옵션이 포함되어 있다.
문명 시리즈의 이전 작품에서는 각 문명이 선택할 수 있는 체제가 군주제, 민주주의, 사회주의와 같은 정치 체제로 한정되어 있었다. 그러나 문명 IV에서는 선택할 수 있는 체제를 정부의 형태, 법률, 노동, 경제, 종교의 다섯 분야로 늘렸다. 사용자는 다섯 분야에 걸쳐 총 25개의 체제를 취향에 맞게 선택하여, 훨씬 다양하고 전략적인 사회 체체를 운용할 수 있게 되었다.
또한 위인에 관련한 사항도 변경되었는데, 이전에는 군단을 결성하고 생산을 가속하는 역할밖에 하지 못했던 위인이 과학자, 예언자, 상인 등의 여러 분야로 세분화되고, 기능도 다양해졌다. 대신에 군단의 결성은 그룹 선택으로 변경되어 더 이상 위인의 임무가 아니게 되었다.
지형 개발 및 유닛 생산에 대해서는, 이전까지 이동 및 개발이 가능했던 산지 지형이 이동과 개발이 불가능한 지형으로 바뀌었고, 불가능했던 불가사의의 생산 가속이 다시 가능하도록 바뀌었다. 기술의 개발 면에서 이전 시대의 기술을 모두 개발해야 다음 시대로 넘어갈 수 있었던 것도 연속적인 형태로 바뀌었다.
이전 작품인 《문명 III》에서는, 자원의 불균형과 세계 크기의 과대로 도시 유지비가 지나치게 많이 드는 문제가 있었다. 《문명 IV》에서는 이런 문제도 개선되어, 어떤 위치에서 시작하느냐에 관계없이 어느 정도의 자원을 보유할 수 있게 세계가 구성되고, 크기도 줄어들어 유지비 문제가 많이 개선되었다. 또한 인터페이스도 왼쪽 클릭으로 선택-오른쪽 클릭으로 이동하는 방식을 채택하는 등 전체적으로 실시간 전략 게임의 특성을 많이 채용했다.

## 게임의 진행
문명 IV는 역사에 기반한 전략 시뮬레이션 게임으로 컴퓨터 인공지능 플레이어를 포함한 참여 플레이어들이 턴(turn)마다 차례로 돌아가며 게임을 진행하는 턴 방식 전략 게임으로, 인류 문명 진보의 역사를 따라서 원시 촌락에서 출발하여 거대한 제국을 건설하고 현대적 문명으로 발전해가는 치열한 경쟁과 진보의 과정을 시뮬레이션한다. 표준적인 게임에서는 기원전 4000년에 한 명의 정착민과 정찰병 또는 전사, 그리고 두 개의 시작 기술이 주어지며 정착민으로 첫 도시를 건설하는 것으로부터 시작하여 주변지역의 개척과 기술 개발을 통하여 다른 문명과 경쟁하여 자신의 제국을 확장해 나가게 된다. 플레이어는 경쟁 국가들과의 외교관계 조절, 새로운 영토의 개척과 국토 개발에 따른 비용의 발생, 새로운 도시의 입지 결정, 기술 발전의 방향 선택 등 실세계의 국가들이 직면하는 여러 정치 경제적 문제를 모델로 한 여러 장애요소들을 경험하고 이를 해결해야 한다.

### 게임의 시작
게임을 시작하는 데는 크게 두 가지 방법이 있다. 먼저 기본적인 지도의 형태만을 결정한 뒤 바로 시작하는 방법(Play Now!)과 세세한 규칙까지 모두 설정한 후 시작하는 방법(Custom Game)이 그 두 가지인데, 후자의 방법에서 선택된 규칙이 있으면 다음 게임에서 바로 시작을 선택했을 때 이전의 규칙이 그대로 적용된다. 바로 시작할 때에는 지도의 크기와 육지의 형태, 기후와 육지의 편평도, 난이도와 이끌 부족, 게임의 속도를 결정할 수 있다. 커스텀 게임에서는 상대가 이끌 문명과 야만족의 행동 특성에 이르기까지 모든 규칙의 조절이 가능하다.

### 승리 조건
플레이어는 다음과 같은 조건 중 하나를 만족하면 승리한다.
- 정복 승리 : 경쟁하고 있는 모든 상대 문명을 멸망시킨다.
- 지배 승리 : 지구상에서 기준치 이상의 압도적인 인구수와 영토 면적을 차지한다.
- 외교 승리 : UN 표결에서 기준치 이상의 득표를 얻어낸다. (Beyond the Sword에서는 교황청 투표가 추가됨)
- 문화 승리 : 플레이어가 소유한 3개의 도시가 기준치 이상의 뛰어난 문화력을 지닌다.
- 우주경쟁 승리 : 다른 태양계로 가는 우주선을 가장 먼저 만들어낸다.
- 시간 승리 : 게임의 모든 턴이 종료되었을 때(2050년) 가장 점수가 높아야 한다.

### 문명 특성과 지도자
플레이어는 문명에 따라 엘리자베스 1세, 빅토리아 여왕(대영제국)이나 진시황, 마오쩌둥(중국)과 같은 각 문명의 역사적 지도자 중 하나를 선택할 수 있다. 각 문명은 같은 종류의 유니트를 대체하는 우수한 고유의 유니트 한 종류와, 문명에 따라 독특한 추가 기술을 두 개 부여받는다. 또 각 지도자는 여덟 가지의 주어진 지도자 특성 중 두 가지를 부여받으며, 이 특성들은 각각 고유한 이점을 지니고 있다.
| 지도자 특성           | 효과                                                                              |
| --------------------- | --------------------------------------------------------------------------------- |
| 공격적(Aggresive)     | - 근거리 공격, 화약 유닛에게 추가적인 승급 제공 - 병영과 선창의 건설속도 2배      |
| 창조적(Creative)      | - 도시가 기본적으로 턴당 문화수치 2를 생산 - 극장과 원형경기장의 건설속도 2배     |
| 확장적(Expansive)     | - 도시가 기본적으로 위생효과 2를 가짐 - 식량창고와 항구의 건설속도 2배            |
| 재정적(Financial)     | - 2단위의 세금을 생산하는 땅에 추가로 1단위의 세금이 생산됨 - 은행의 건설속도 2배 |
| 근면함(Industrious)   | - 불가사의의 건설속도 1.5배 - 대장간의 건설속도 2배                               |
| 조직적(Organized)     | - 도시의 유지비가 반감 - 등대와 법원의 건설속도 2배                               |
| 철학적(Philosophical) | - 위인의 탄생확률 2배 - 대학의 건설속도 2배                                       |
| 종교적(Spiritual)     | - 체제 변경시 페널티 없음 - 사원의 건설속도 2배                                   |

다음은 문명 4 기본 게임에 등장하는 18개의 문명과 그 지도자의 개요이다.
| 짧은 이름 | 문명 이름     | 시작 기술      | 고유 유닛                        | 지도자         | 지도자 특성    | 선호 사회제도 | 시작 도시    |
| --------- | ------------- | -------------- | -------------------------------- | -------------- | -------------- | ------------- | ------------ |
| 미국      | 미국 제국     | 어업, 농업     | 네이비 씰 (해병을 대체함)        | 조지 워싱턴    | 재정적, 조직적 | 보통선거      | 워싱턴       |
| 미국      | 미국 제국     | 어업, 농업     | 네이비 씰 (해병을 대체함)        | 루즈벨트       | 근면함, 조직적 | 보통선거      | 워싱턴       |
| 아라비아  | 아라비아 제국 | 신비주의, 바퀴 | 낙타 궁수 (기사를 대체함)        | 살라딘         | 철학적, 정신적 | 신권정치      | 메카         |
| 아스텍    | 아스텍 제국   | 신비주의, 수렵 | 재규어 전사 (검사를 대체함)      | 몬테수마       | 공격적, 정신적 | 경찰국가      | 테노치티틀란 |
| 중국      | 중국 제국     | 농업, 광업     | 연노병 (석궁을 대체함)           | 마오쩌둥       | 철학적, 조직적 | 국유재산제    | 베이징       |
| 중국      | 중국 제국     | 농업, 광업     | 연노병 (석궁을 대체함)           | 진시황         | 근면함, 재정적 | 경찰국가      | 베이징       |
| 이집트    | 이집트 제국   | 농업, 바퀴     | 이집트 전차 (이륜전차를 대체함)  | 하트셉수트     | 정신적, 창조적 | 세습제        | 테베         |
| 영국      | 영국 제국     | 낚시, 광업     | 레드코트 (소총병을 대체함)       | 빅토리아       | 확장적, 재정적 | 대의제        | 런던         |
| 영국      | 영국 제국     | 낚시, 광업     | 레드코트 (소총병을 대체함)       | 엘리자베스     | 철학적, 재정적 | 종교의 자유   | 런던         |
| 프랑스    | 프랑스 제국   | 농업, 바퀴     | 머스킷티어 (머스킷총병을 대체함) | 루이 14세      | 창조적, 근면함 | 세습제        | 파리         |
| 프랑스    | 프랑스 제국   | 농업, 바퀴     | 머스킷티어 (머스킷총병을 대체함) | 나폴레옹       | 공격적, 근면함 | 대의제        | 파리         |
| 독일      | 독일 제국     | 수렵, 광업     | 팬저 (탱크를 대체함)             | 프리드리히     | 창조적, 철학적 | 보통선거제    | 베를린       |
| 독일      | 독일 제국     | 수렵, 광업     | 팬저 (탱크를 대체함)             | 비스마르크     | 확장적, 근면함 | 대의제        | 베를린       |
| 그리스    | 그리스 제국   | 어업, 수렵     | 팔랑크스 (창병을 대체함)         | 알렉산더 대왕  | 공격적, 철학적 | 세습제        | 아테네       |
| 잉카      | 잉카 제국     | 농업, 신비주의 | 케추아 (전사를 대체함)           | 우아이나 카팍  | 공격적, 재정적 | 세습제        | 쿠스코       |
| 인도      | 인도 제국     | 신비주의, 광업 | 빠른 일꾼 (일꾼을 대체함)        | 간디           | 근면함, 정신적 | 보통선거제    | 델리         |
| 인도      | 인도 제국     | 신비주의, 광업 | 빠른 일꾼 (일꾼을 대체함)        | 아소카왕       | 조직적, 정신적 | 보통선거제    | 델리         |
| 일본      | 일본 제국     | 어업, 바퀴     | 사무라이 (철퇴병을 대체함)       | 도쿠가와       | 공격적, 조직적 | 중상주의      | 교토         |
| 말리      | 말리 제국     | 광업, 바퀴     | 말리 투창병 (궁수를 대체함)      | 만사 무사      | 재정적, 정신적 | 자유시장      | 팀북투       |
| 몽골      | 몽골 제국     | 수렵, 바퀴     | 몽골 기병 (기마궁수를 대체함)    | 징기스 칸      | 공격적, 확장적 | 경찰국가      | 카라코룸     |
| 몽골      | 몽골 제국     | 수렵, 바퀴     | 몽골 기병 (기마궁수를 대체함)    | 쿠빌라이 칸    | 공격적, 창조적 | 세습제        | 카라코룸     |
| 페르시아  | 페르시아 제국 | 농업, 수렵     | 임모탈 (이륜전차를 대체함)       | 키로스 대왕    | 확장적, 창조적 | 대의제        | 페르세폴리스 |
| 로마      | 로마 제국     | 어업, 광업     | 근위병 (검사를 대체함)           | 줄리어스 시저  | 조직적, 확장적 | 대의제        | 로마         |
| 러시아    | 러시아 제국   | 수렵, 광업     | 코사크 (기병대를 대체함)         | 예카테리나 2세 | 창조적, 재정적 | 세습제        | 모스크바     |
| 러시아    | 러시아 제국   | 수렵, 광업     | 코사크 (기병대를 대체함)         | 표트르 대제    | 확장적, 철학적 | 경찰국가      | 모스크바     |
| 스페인    | 스페인 제국   | 어업, 신비주의 | 콘키스타도르 (기사를 대체함)     | 이사벨라       | 확장적, 정신적 | 경찰국가      | 마드리드     |

### 도시와 지형의 개발

#### 노동력, 세금, 식량
플레이어가 소유하고 있는 도시와 그 도시 주변에서 시민이 일하고 있는 땅은 땅 자체가 가지고 있는 속성과 땅이 포함하고 있는 특수 자원, 땅 위에 세워진 시설의 효과에 따라 노동력(혹은 "망치")과 세금(혹은 "금"), 식량을 생산한다. 땅은 크게 설원, 툰드라, 평원, 초원, 사막, 고산 지대의 여섯 종류로 구분되며, 산지와 강, 숲과 정글의 존재 유무에 따라 더욱 세분된다. 산지와 강변, 평원, 그리고 초원은 활용도가 높은 토지인 반면, 강이나 산 주변에 있지 않은 사막과 툰드라, 설원은 활용도가 낮은 토지이다. 고산지대는 어떤 유닛도 통과할 수 없다. 수상 타일은 내륙의 담수와 대양으로 구분되며, 담수는 강과 같은 역할을 하여 주위에 농지의 개간이 가능하지만 대양은 불가능하다. 대양 타일에서는 세금이 생산되며, 도시에 등대를 세우면 식량의 생산도 증가한다. 숲과 정글을 개발하면 그 주변 도시에 생산이 가속화되지만, 개발되지 않은 숲과 정글은 건강과 행복도에 영향을 주기 때문에 개발에는 장단점이 있다.

##### 노동력
흔히 망치라고도 부르는 노동력은 도시 내에서 유닛과 건물, 불가사의를 생산하는 데 사용된다. 노동력은 기본적으로 산지나 숲, 평원에서 생산되고, 광산이나 철, 구리, 석탄 등의 광물류 또는 석재나 대리석 등의 전략 자원이 있는 토지에서는 추가적으로 생산된다. 노동력은 숲이나 정글을 벌목해서도 얻을 수 있다. 또한 노동력은 플레이어의 결정에 따라 연구나 국고금으로 전환될 수 있다.

##### 식량
식량은 도시에서 활동하는 시민의 유지에 일차적으로 이용되며, 잉여 식량은 도시의 성장에 이용된다. 식량은 평원, 초원과 강변에서 생산된다. 농장이나 플랜테이션, 목장과 같은 시설과 곡류와 가축류 등의 식량 자원은 토지의 식량 생산량을 증가시킨다.

##### 세금
흔히 금이라고도 부르는 세금은 주로 연구와 문화력 발전에 사용되며, 사용되고 남은 세금은 국고금에 충당된다. 국고금을 이용하여 유닛이나 건물 등의 생산을 가속시킬 수 있으며, 외교 협상에서 거래의 수단으로 쓸 수도 있다. 세금은 기본적으로 강변과 대양에서 생산된다. 오두막과 오두막이 발전된 마을과 소도시와 같은 시설은 토지의 세금 생산을 증가시키며, 금, 은, 보석과 같은 귀금속류와 향료, 향신료 등의 사치품 자원도 세금 생산을 증가시킨다.
플레이어의 영역 내에서 거두어지는 모든 세금(단, 노동력이 전환된 것은 제외)은 플레이어가 결정한 국고금, 기술 발전, 문화 발전에 사용되는 비율에 따라 분할된다.

#### 자원과 행복, 위생
문명 IV의 세계에는 모두 32가지의 자원이 있다. 이 자원들이 존재하는 토지는 자원의 속성에 따라 노동력이나 세금, 식량의 생산량이 증대된다. 적절한 토지 개발을 통해 이 효과를 더욱 높일 수 있다. 이렇게 개발된 자원은 다른 문명과 교환할 수도 있다.
32가지의 자원들은 그 속성에 따라 전략 자원, 식량 자원, 사치품 자원의 세 가지 부류로 분류된다. 전략 자원은 도시의 노동력 생산량을 높이며, 어떤 유닛은 철과 구리와 같은 전략 자원이 개발되었을 때에만 생산할 수 있기도 하다. 석재와 대리석과 같은 자원은 불가사의의 건설 속도를 빠르게 한다. 식량 자원은 도시의 식량 생산량을 증대시키고 위생 요소에 좋은 영향을 준다. 사치품 자원은 도시의 세금 생산량을 높이며, 도시의 행복 요소에 좋은 영향을 끼친다.
도시의 번영을 좌우하는 것은 자원의 생산 뿐이 아니다. 도시의 인구가 너무 많거나 지속되는 전쟁 등으로 시민들의 불만이 누적되었을 때 불행의 요소가 늘어나며, 이 불행의 요소가 자원이나 행복의 요소를 초과하면 시민들은 폭동을 일으켜 도시의 기능을 마비시킨다. 행복의 요소는 문화 생산에 들어가는 세금의 비율을 올리거나 문화를 생산하는 건물을 지으면 증가하며, 사치품 자원이 시민이 일할 수 있는 도시의 반경 내에 있을 경우 행복의 요소가 증가한다.
또 도시가 강변에 위치해 있거나 인구의 증가 등으로 비위생 요소가 늘어나 위생 요소를 넘어설 때, 도시는 비위생적인 상태에 빠지며, 이는 도시의 성장을 저해한다. 이러한 요소들을 잘 조절하며 플레이어는 도시를 발전시켜야 한다.

#### 토지 개발
기술이 개발되면 도시 주변의 토지의 생산성을 높이기 위해 토지에 적절한 개발 시설을 지을 수 있다. 기본적으로 특별한 지형이나 자원적 조건이 없어도 평지에는 농장과 마을, 작업장을, 언덕에는 광산과 풍차를 지을 수 있으며, 강에 인접해 있는 지형이나 숲이 있는 지형 등 특수한 조건의 경우 수차 등의 다른 시설을 지을 수 있다. 특수 자원이 있는 경우에 그 자원에 맞는 시설을 지으면 개발에 따른 생산 보너스를 얻으며, 도로로 이런 자원과 수도가 연결되면 다른 문명과의 외교에서 거래의 품목으로 제시할 수 있다. 하지만, 아무리 토지를 개발한다 해도 실제로 이용할 수 있는 토지는 오른쪽의 그림에 표시된 20칸 뿐이기 때문에 적절한 결정이 필요하다.

### 건물, 유닛의 생산과 불가사의
플레이어는 도시에서 생산되는 노동력을 축적하여 건물과 유닛을 생산한다. 플레이어가 생산할 수 있는 건물에는 더욱 경험 많은 유닛을 생산하게 하는 군사적인 시설, 자원의 생산량과 활용도를 높이는 산업 시설, 도시의 문화를 발전시키는 문화적 시설 등이 있다. 또 플레이어는 도시의 노동력을 이용해 세계의 위대한 불가사의를 지을 수 있다. 불가사의 중 세계적인 불가사의는 전 세계에 하나밖에 지을 수 없으며, 국가적인 불가사의는 나라마다 하나씩 지을 수 있다. 이러한 불가사의를 완성하면 플레이어의 문명에 이로운 효과를 가져온다.
플레이어가 이끄는 문명이 특정한 사회 체제를 채택했을 때, 도시의 시민이나 국고금을 이용해 생산을 더욱 빠르게 할 수도 있다. 하지만 이러한 생산의 가속은 도시에 불행의 요소를 증진시키기도 한다.
다음은 문명 IV에 나오는 불가사의들이다.
| 세계 불가사의 - 일반 건축물                                                                 | 세계 불가사의 - 일반 건축물                                                              | 세계 불가사의 - 일반 건축물                                          | 세계 불가사의 - 일반 건축물                                                                |
| 고대/고전 시대                                                                              | 중세                                                                                     | 르네상스                                                             | 근현대                                                                                     |
| ------------------------------------------------------------------------------------------- | ---------------------------------------------------------------------------------------- | -------------------------------------------------------------------- | ------------------------------------------------------------------------------------------ |
| - 스톤헨지 - 오라클 - 공중 정원 - 콜로서스 - 파르테논 신전 - 피라미드 - 대등대 - 치첸이트사 | - 앙코르 와트 - 대도서관 - 노트르담 대성당 - 하기아 소피아 - 시스티나 성당 - 나선 미나렛 | - 베르사유 궁전 - 자유의 여신상 - 타지마할                           | - 크레믈린 - 펜타곤 - 에펠탑 - 로큰롤 - 브로드웨이 - 할리우드 - 국제연합 - 우주 엘리베이터 |
| 세계 불가사의 - 프로젝트(생산을 가속시키는 것이 불가능하다)                                 |                                                                                          |                                                                      |                                                                                            |
| - 맨해튼 계획 - 아폴로 계획                                                                 | - SDI                                                                                    | - 인터넷                                                             | - 우주선                                                                                   |
| 세계 불가사의 - 종교적 성지                                                                 |                                                                                          |                                                                      |                                                                                            |
| - 황금 사원 - 힌두교 - 마하보디 사원 - 불교 - 솔로몬 성전 - 유대교 - 공자묘 - 유교          | - 황금 사원 - 힌두교 - 마하보디 사원 - 불교 - 솔로몬 성전 - 유대교 - 공자묘 - 유교       | - 마스지드 알-하람 - 이슬람교 - 예수탄생 교회 - 기독교 - 대묘 - 도교 | - 마스지드 알-하람 - 이슬람교 - 예수탄생 교회 - 기독교 - 대묘 - 도교                       |
| 국가 불가사의                                                                               |                                                                                          |                                                                      |                                                                                            |
| - 궁전 - 자금성 - 영웅 서사시 - 민족 서사시                                                 | - 글로브 극장 - 옥스퍼드 대학 - 에르미타쥬 미술관                                        | - 웨스트포인트 사관학교 - 월 스트리트 - 스코틀랜드 야드              | - 적십자 - 러쉬모어 산 - 제철소                                                            |

### 기술 개발과 문화
플레이어는 자국에서 생산하는 세금을 과학 연구로 돌리거나 전문가의 기여에 의해 생산되는 연구비(또는 "플라스크")를 축적하여 기술을 발전시킨다. 이를 통해 개발할 수 있는 기술은 토기나 문자와 같은 기본적인 기술으로부터 제지술(製紙術)같은 생산기술, 음악, 문학 등의 문화, 봉건제와 같은 사회제도나 사상, 핵융합 같은 현대 과학 기술에까지 이른다. 각 기술들은 더 진보된 다른 기술의 개발, 더 발전된 군사 유닛과 새로운 건물의 생산, 또는 도로와 새로운 지형 개발 시설을 지을 수 있게 한다. 어떤 기술은 이전의 기술적 성취를 무력화시키며, 또 다른 기술은 다른 문명과 외교 조약을 체결하거나 군사적 원조, 국고금, 천연자원, 또는 다른 기술과 교환할 수도 있게 한다. 이러한 기술들은 서로 가지치고 얽혀 복잡다단한 테크트리를 구성한다.
문화의 성장도 게임의 또다른 중요한 개념이다. 문화가 성장함에 따라 국경이 확장되어 플레이어가 이용할 수 있는 토지가 늘어나며, 문화가 높은 도시는 적의 공격을 쉽게 막아낼 수도 있다. 때때로 타국의 도시에 접한 도시의 문화력이 압도적으로 높을 때 타국의 도시는 자발적으로 그 나라를 배반하고 문화력이 높은 쪽으로 넘어오기도 한다. 문화는 세금의 문화 비율을 조절하거나 도시에 문화 생산 시설을 건설함으로써 증가한다.

### 종교와 사회 제도
문명 IV에는 불교, 힌두교, 유대교, 유교, 기독교, 이슬람교, 도교의 일곱 가지 종교가 있다. 각 종교는 특정 기술을 제일 처음 개발하는 문명에게 주어지며 각 종교를 창시한 문명의 도시 중 하나가 임의로 성지 도시로 설정된다. 성지 도시는 종교가 퍼진 도시 수에 따라 추가적인 세금을 생산하고 종교가 퍼진 도시의 정보를 볼 수 있다. 종교는 도로나 강, 바다 등으로 연결되어 교역로가 열려 있는 다른 도시에 자동으로 전파되며, 선교사를 생산하여 수동으로 전파할 수도 있다. 같은 종교를 가진 문명끼리는 관계가 좋아지며, 다른 종교를 가진 문명끼리는 관계가 소원해진다. 지도자별로 종교에 대한 중시도가 다르게 설정되어 있어서 상대 지도자가 누구냐에 따라 종교가 달라도 친하게 지낼 수 있는 지도자가 있는 반면, 종교가 다르다는 이유만으로 국력차이와 무관하게 전쟁을 일으키는 지도자도 존재한다.
종교 외에도 문명 IV에는 정부 형태, 법률, 노동, 경제, 종교의 범주에 각각 5개의 사회 제도가 존재하며, 각 사회 제도에는 장단점이 있다. 각 문명 지도자는 하나의 사회제도를 특히 좋아하며 이러한 제도를 택하면 외교 관계를 개선하는 데 도움이 된다. 종교와 사회체제를 변경할 때에는 1~3턴 동안 무정부상태라는 페널티가 있으며, 이 기간동안에는 유닛이나 건물의 생산과 연구 활동이 지연된다. 단, 정신적인 특성을 가진 지도자와 황금기를 거치고 있는 문명은 무정부상태가 없다.
다음은 25개의 사회 제도의 일람이다.
| 정부 형태                                                      | 법률                                                   | 노동                                                                              | 경제                                                                            | 종교 |
| -------------------------------------------------------------- | ------------------------------------------------------ | --------------------------------------------------------------------------------- | ------------------------------------------------------------------------------- | --- |
| 전제 정치 - 유지비 낮음                                        | 약육강식 - 유지비 낮음                                 | 부족제 - 유지비 낮음                                                              | 지방분권제 - 유지비 낮음                                                        | 다원신앙 - 유지비 낮음                                                                                    |
| 세습제 - 유지비 중간 - 주둔 군사력만큼 행복도 상승             | 봉건제 - 유지비 높음 - 군사 유지비 감소                | 노예제 - 유지비 없음 - 인구를 희생시켜 생산 가속 가능                             | 중상주의 - 유지비 중간 - 타 문명과의 무역 금지                                  | 조직화된 종교 - 유지비 높음 - 수도원 없이도 선교사 생산 가능                                              |
| 간접민주제 - 유지비 낮음 - 가장 큰 다섯개의 도시에 행복도 상승 | 관료제 - 유지비 중간 - 수도의 생산성 증가              | 농노제 - 유지비 낮음 - 일꾼의 작업속도 증가                                       | 자유시장 - 유지비 낮음 - 도시의 교역로 증가                                     | 신권정치 - 유지비 중간 - 국교 이외의 종교 전파 안됨                                                       |
| 경찰국가 - 유지비 높음 - 전쟁근심도 반감 - 병력생산속도 증가   | 국가주의 - 유지비 낮음 - 매 턴 하나의 군대를 징병 가능 | 카스트제 - 유지비 중간 - 예술가,과학자,상인의 한도 없음                           | 국유화 - 유지비 없음 - 거리에 따른 도시 유지비 반감                             | 평화주의 - 유지비 없음 - 위인 탄생률 2배 - 군사유닛의 유지비 증가                                         |
| 보통선거제 - 유지비 중간 - 국고금을 사용해 생산가속 가능       | 자유언론 - 유지비 낮음 - 도시의 문화생산 증가          | 노예 해방 - 세금생산시설의 성장률 증가 - 노예제를 채택한 문명이 있을 때 불행 발생 | 환경주의 - 유지비 중간 - 모든 도시에 위생도 증가 - 숲과 정글에 의해 행복도 발생 | 종교의 자유 - 유지비 낮음 - 모든 도시에 연구 증가 - 국교설정 불가 - 도시에 퍼진 종교의 수만큼 행복도 증가 |

### 전쟁과 유닛의 경험
플레이어가 이끄는 군사 유닛은 적과의 전투를 통해 경험을 쌓고, 어느 정도 경험이 쌓이면 레벨이 오르면서 진급을 할 수 있다. 유닛이 진급할 때 추가적인 공격 또는 방어 효과를 선택할 수 있으며, 이는 또다른 적과의 전투에 도움을 준다. 또한 플레이어는 새로운 기술이 개발되어 새로운 유닛이 이전의 유닛을 대체했을 때, 국고금을 사용하여 남아 있는 이전의 유닛을 새 유닛으로 교체할 수 있다. 단, 교체할 때에 아직 진급에 쓰이지 못한 경험치는 반감된다.

### 전문가와 위인
플레이어는 도시 내의 시설에 따라 할당된 만큼의 전문가(성직자, 기술자, 과학자, 상인, 예술가)를 배치할 수 있다. 전문가는 일반 시민처럼 토지에서 일하지 않는 대신 더욱 많은 문화나 노동력, 세금과 연구비를 생산한다. 또한 이 전문가들은 도시에 "위인 포인트"를 축적시키는데, 이 위인 포인트가 일정량 쌓이면 도시에는 위인이 탄생한다. 위인은 각 직업에 따라 특수한 능력을 지니며(가령 위대한 예술가의 경우 대작을 완성시켜 도시에 엄청난 양의 문화도를 축적시키게 한다) 각각의 특성에 맞는 기술의 개발에 도움을 주기도 하고, 도시에 합류하여 일반적인 전문가보다 더 많은 문화, 노동력, 세금이나 연구비를 생산하기도 한다. 위인이 한명 탄생함에 따라 다음 위인이 탄생하는 데 필요한 위인 포인트의 한계는 상승한다. 위인 포인트는 불가사의에 의해서도 축적되며, 각 불가사의와 전문가는 그 특성에 따라 특정한 위인이 탄생하는 확률을 높인다.

## 모드와 시나리오
문명 IV의 중요한 특징 중의 하나는 게임을 쉽게 개조하여 원본과 상당히 다른 게임을 쉽게 만들 수 있다는 점이다. 개조된 게임은 크게 나누면 시나리오(Scenario)와 모드로 나눌 수 있다. 시나리오는 기본 게임의 룰을 따르며 주어진 상황에서 시작되는 구성된 게임이며, 모드는 기본 게임과 규칙이나 지형, 자원 등 여러 가지 부분에서 차이를 보인다.
문명 IV에는 기본적으로 고대 그리스를 배경으로 하는 〈Greek World〉와 제2차 세계 대전을 배경으로 하는 〈Desert War〉의 두 가지 시나리오가 기본적으로 탑재되어 있다. 또한 정해진 이야기 구조는 없지만, 실제 지구에서 위치한 지역에서 시대 상황에 맞춰 구성된 두 개의 모드도 들어 있다.
문명 IV의 팬들이 만들어낸 대표적인 모드로는 중세 마법판타지풍의 세계관을 도입한 "Fall from Heaven"과, 실제 역사에 기반한 게임의 흐름이 도입된 "Rhye's and Fall of Civilization" 등이 있다. 게임의 규칙이 바뀌지 않고 지형과 같은 그래픽적인 부분만 변경되는 모드도 있는데, NASA에서 촬영한 이미지를 바탕으로 지형 타일을 변경한 "Blue Marble" 모드가 대표적이다. 비공식적으로 배포된 문명 IV의 한국어 패치도 일본어판을 기반으로 XML 코드를 수정했기 때문에, 넓게 보면 모드의 일종이라 할 수 있다.
이러한 다양하고 질높은 게임모드가 계속 나옴으로써 사용자는 원래 게임에 질리지 않고 게임을 계속 즐길 수 있다.
이 게임을 제작한 파이락시스 게임즈는 게임을 설계할때부터 사용자들이 쉽게 게임 데이터와 프로그램을 개조할 수 있도록 설계하고 구현하였다. 그 중요한 개조 방식은 아래의 네 가지가 있다.
- 월드 빌더

게임에 기본적으로 내장된 월드 빌더를 이용하여, 자신이 원하는 지도와 게임을 구성할 수 있다. 다만 월드빌더는 기본적인 게임의 규칙을 변경하지 못하기 때문에 모드 제작에는 이용할 수 없다.
- XML

거의 모든 게임에 필요한 수치나 문자 데이터 들이 XML이라는, 플레이어들이 쉽게 이해하고 문서편집기로 쉽게 편집할 수 있는 데이터 형식으로 공개되어 있다. 이것을 개조함으로써 게임 내의 유니트나 문명, 기술, 문화 등 게임내의 수많은 요소의 이름, 특성, 화면 이미지 등 거의 대부분의 게임요소의 속성을 쉽게 변경하거나 추가할 수 있다.
- 파이썬

파이썬은 배우기 쉽게 개발하기 쉬운 컴퓨터 언어인 스크립트 언어의 일종으로 문명 IV에서 화면구성이나 게임 메커니즘 구현, 인공지능의 상황판단과 행동결정, 게임내의 이벤트의 처리, 도움말 표시 등 게임 구현의 전반에 광범위하게 쓰이고 있다. 사용자는 이 파이썬 스크립트를 수정하거나 추가하면 게임의 진행을 뜻대로 쉽게 변경할 수 있다.
- 게임코어

문명4 게임의 핵심이라고 할 수 있는 게임코어는 C++ 컴퓨터 언어로 구현된 DLL 라이브러리로 돼 있는데 그 C++ 소스 코드가 공개되어 있어 이를 개조하여 DLL을 만들어 설치하면 게임의 핵심적인 메커니즘이나 파이썬으로 구현되어 있지 않은 부분까지 철저하게 게임을 개조할 수 있다.
이 작업은 C++ 프로그램을 할 수 있는 전문 프로그래머의 실력과 많은 노력이 필요하다.

## 멀티 플레이
문명 IV는 기본적으로 멀티 플레이 기능을 제공한다. 사용자는 LAN이나 인터넷으로 PTBS(Persistant Turn-based Server), 또는 핏보스(PitBoss)라 불리는 서버에 접속하여 게임을 즐기거나, 또는 다른 사용자와 이메일을 이용하여 게임을 진행할 수 있다.

## 평가
| 평가 |        |
| --- | ------ |
| 통합 점수 통합사 점수 게임랭킹스 93% [ 12 ] 메타크리틱 94% [ 13 ] 평론 점수 평론사 점수 1UP.com A [ 14 ] CVG 9.2 [ 15 ] 유로게이머 9/10 [ 16 ] 게임 레볼루션 A- [ 17 ] 게임스팟 9.4/10 [ 18 ] 게임스파이 [ 19 ] IGN 9.4/10 [ 20 ] |        |
| 통합 점수 |        |
| 통합사 | 점수   |
| 게임랭킹스 | 93%    |
| 메타크리틱 | 94%    |
| 평론 점수 |        |
| 평론사 | 점수   |
| 1UP.com | A      |
| CVG | 9.2    |
| 유로게이머 | 9/10   |
| 게임 레볼루션 | A-     |
| 게임스팟 | 9.4/10 |
| 게임스파이 | [ 19 ] |
| IGN | 9.4/10 |